# Gelis areator

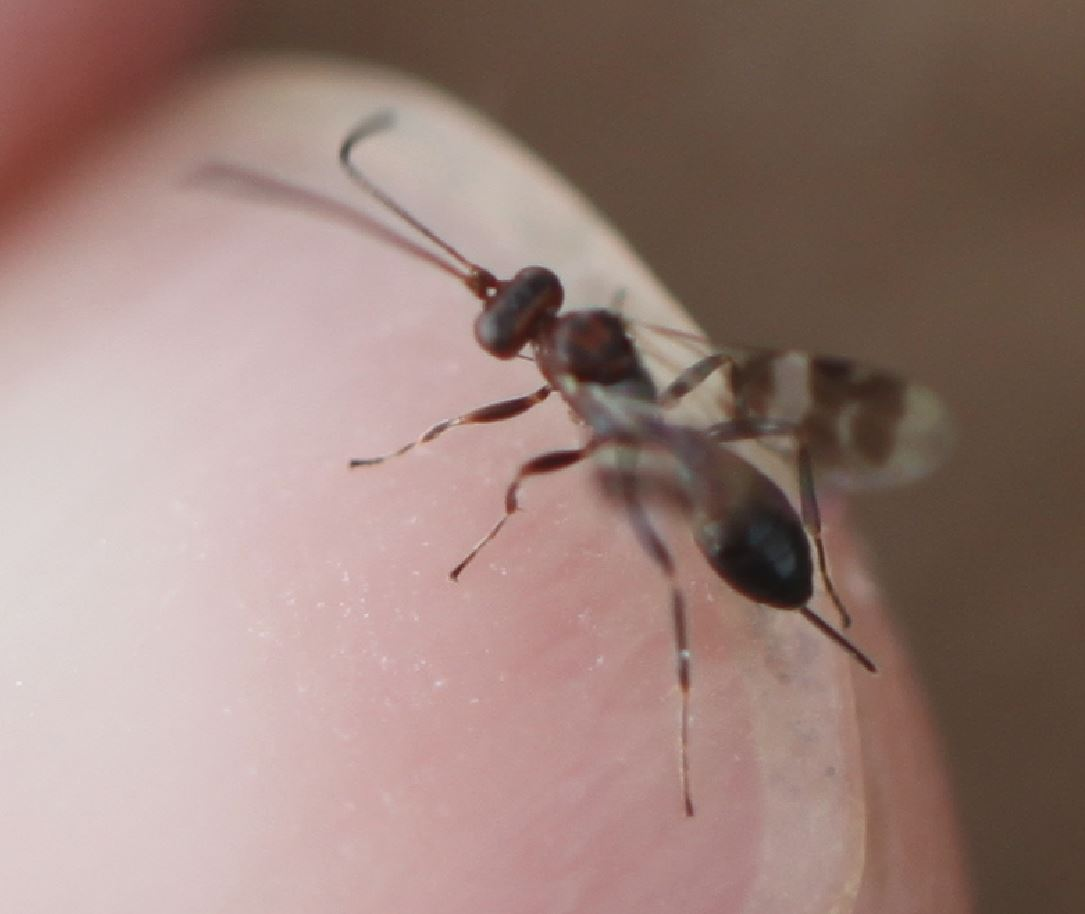
Gelis areator

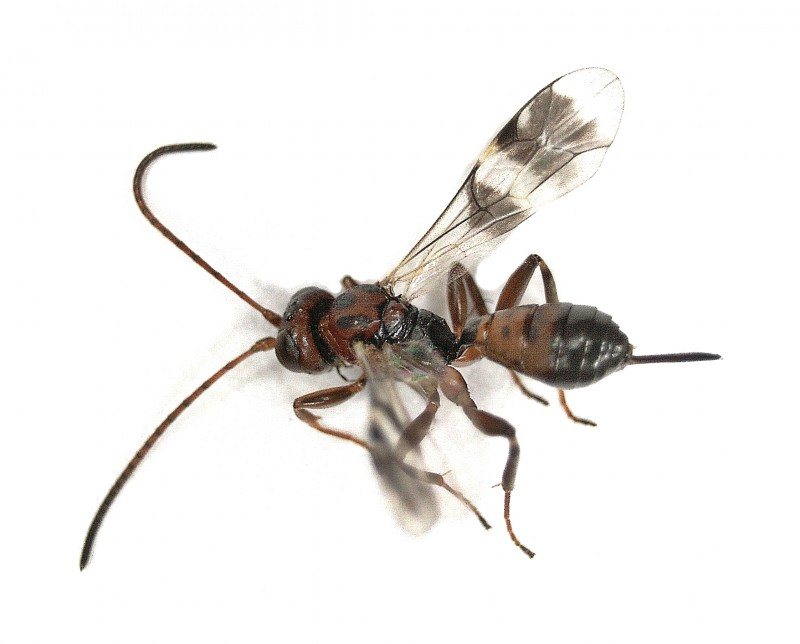
Gelis areator

Gelis areator ist eine Schlupfwespe aus der Unterfamilie der Phygadeuontinae.

## Merkmale
Es handelt sich um eine kleine Schlupfwespe von etwa 5 Millimeter Körperlänge mit vage ameisen-ähnlichem Habitus, mit großem, abgerundetem Kopf, relativ schmalem Rumpfabschnitt und gestieltem Hinterleib. Der Legebohrer des Weibchens steht am Hinterleib nach hinten gerade vor, er ist etwas kürzer als die Schienen (Tibien) des dritten Beinpaars. Die Art ist in beiden Geschlechtern voll geflügelt und flugfähig. Die überwiegend klaren (hyalinen) Vorderflügel tragen zwei dunkle Querbinden, die äußere (apikale) Querbinde besitzt meist ein helles Fenster hinter dem Flügelmal (Pterostigma). Kopf und Rumpfabschnitt sind in der Regel in unterschiedlicher Ausdehnung rot und schwarz gezeichnet, seltener fast ganz rot. Die Tibien aller Beine sind basal weißlich gefärbt. Der freie Hinterleib (Gaster) ist auf den vorderen Tergiten immer rot. Bei besonders hellen Tieren ist der Körper überwiegend rot, nur das Gasterende ist dann schwarz. Die Tiere sind auf der Oberseite fein gekörnelt, ohne markante Punktierung. Ein wichtiges Artmerkmal ist die Gestalt der Krallen an den Hintertarsen, diese sind kurz und stark, annähernd rechtwinklig, gekrümmt.

## Lebensweise
Gelis areator „ist wahrscheinlich die am meisten polyphage Art unter den Ichneumonidae der Westpaläarktis“. Sie parasitiert an einer Vielzahl holometaboler Insektenarten, deren einzige Gemeinsamkeit ist, dass sie in mehr oder weniger frei liegenden, mittelgroßen Hüllen oder Kokons leben bzw. sich verpuppen, es sind mehr als 50 Wirtsarten nachgewiesen. Belegt werden Verpuppungskokons von Florfliegen, Schmetterlingen und Pflanzenwespen. Daneben tritt die Art auch als Hyperparasit an Kokons von Schlupfwespen und Brackwespen auf, die selbst als Parasitoide anderer Insektenarten leben. Das Habitat und die Größe und Stärke des Kokons scheinen bei der Art für die Wirtswahl wesentlicher als die taxonomische Zugehörigkeit. Bei breitem Wirtsspektrum wird sie aber für keinen der Wirte als Haupt-Parasitoid angegeben.
Die Art sucht nach potentiellen Wirten bevorzugt in der Strauchschicht und an Baumstämmen innerhalb von Wäldern, gelegentlich auch in der oberen Krautschicht. Nach Gelbschalenfängen in den Kronen von Eichen, Kiefern und Linden gehörte sie dort teilweise zu den häufigsten Schlupfwespenarten. Sie konnten auch auf der Rinde von Alteichen bei der Wirtssuche beobachtet werden. Das Streifenmuster auf den Flügeln wird hier als Tarntracht gedeutet, die den Körperumriss des Tiers optisch suchenden Räubern gegenüber auflöst.
Die ausgewachsenen Schlupfwespen fliegen in Deutschland den ganzen Sommer über (Juli bis Ende Oktober). Sie überwintert teilweise als Larve im Kokon ihres Wirts, teilweise als Imago.

## Areal und Verbreitung
Die Art ist paläarktisch, von Europa bis nach Ostasien, verbreitet, in Europa von Skandinavien bis in den Mittelmeerraum. Hält man die umstrittene Synonymisierung mit der nearktischen Gelis tenella Say für gerechtfertigt, ergibt sich sogar eine holarktische Verbreitung auf der gesamten Nordhemisphäre.

## Systematik und Taxonomie
Gelis areator ist, als Ichneumon areator 1804 von Georg Wolfgang Franz Panzer in seinem Werk „D. Jacobi Christiani Schaefferi iconum insectorum circa Ratisbonam indigenorum enumeratio systematica“ erstbeschrieben worden, in dem er die Insektensammlung von Jacob Christian Schäffer, die dieser als „Icones insectorum circa Ratisbonam indigenorum coloribus naturam referentibus expressae.“ 1766 bis 1779 abgebildet und beschrieben, aber noch nicht mit wissenschaftlichen Namen versehen hatte, neu kommentiert und mit gültigen Namen versehen hatte. Es existiert eine Vielzahl von Synonymen, darunter Hemiteles coelebs Ratzeburg, Hemiteles pulchellus Bormanns, Pezomachus aberrans Ratzeburg. Vorgeschlagen und von den meisten Taxonomen akzeptiert ist, die Art auch mit der aus Nordamerika beschriebenen Gelis tenellus (Say) gleichzusetzen. Beide stimmen sowohl in ihrer Morphologie als auch im Wirtsspektrum überein. Allerdings sind von Gelis tenellus, im Unterschied zur paläarktischen Form, ausschließlich Weibchen bekannt, dies lässt auf eine (thelytok) parthenogenetische Fortpflanzung schließen. Die Art bildet in der Paläarktis Männchen, wie viele Hautflügler, mittels arrhenotoker Parthenogenese, bei der sich die Männchen aus unbefruchteten Eieren entwickeln. Ob zusätzlich auch thelytoke Parthenogenese vorkommt, ist unbekannt, es wäre aufgrund des moderaten Weibchen-Überschusses in den Aufsammlungen möglich. Nach einer unveröffentlichten molekularen Phylogenie des finnischen Entomologen Ika Österblad gruppierten Gelis areator und Gelis tenella als Schwestergruppen, was eine Zugehörigkeit zur selben Art möglich erscheinen ließe.
Innerhalb der artenreichen Gattung Gelis bildet die Art mit einigen ähnlichen Arten, darunter Gelis canariensis und Gelis caudator, die Gelis areator-Artengruppe. Die Verwandtschaft, insbesondere auch zu den weitaus zahlreicheren flügellosen Arten innerhalb der Gattung, ist aber noch nicht abschließend geklärt.